# Porsche 968
La Porsche 968 est une voiture de sport vendue par Porsche AG de 1991 (année modèle 1992 en France) à 1995.
Elle fut présentée en octobre 1991 au salon automobile de Francfort et se situe en entrée de la gamme Porsche. Elle remplace la Porsche 944 dont elle renouvelle 80 % de composants malgré une filiation visuelle apparente. La 968 est fabriquée chez Porsche à Stuttgart-Zuffenhausen, et sa carrosserie en acier est assemblée chez Karmann. Ce processus complexe rendait obligatoire l'utilisation du chemin de fer pour l'assemblage final à Stuttgart.

## Historique
Initialement elle devait s'appeler Porsche 944 S3 pour faire suite à la voiture qu'elle remplaçait, la 944 S2. Sa gestation fut difficile car marquée par des querelles internes au sein de Porsche AG. Ulrich Bez, le directeur technique du projet ayant eu affaire à une certaine opposition de la part d'autres cadres de la firme de Zuffenhausen. Au cours du développement, les modifications ont été si importantes que décision fut prise de la présenter comme une voiture nouvelle et de l'appeler 968. 

## Design
Elle a été dessinée par Harm Lagaay, un designer hollandais dans un style tout en rondeur, ce qui tranche avec les lignes acérées de la 944. Toutefois elle en garde les proportions. Les jantes « Cup » en alliage de 16 pouces et les rétroviseurs « Cup » font partie de la dotation d'origine. Les pare-chocs de la 944 ont été remplacés par des boucliers enveloppants réalisés en résine polyuréthane, et prévus pour encaisser les petits chocs. Le design intérieur est identique à celui des dernières 944 S2. Le design de la face avant, et notamment l'ensemble capot phare rappelle celui de la très exclusive Porsche 959. La marque jouera d'ailleurs de cette ressemblance lors de la campagne de publicité "how to look like a million bucks".

## Technique
Techniquement, c'est une propulsion dont le châssis est issu de la 944. Son moteur est placé à l'avant et la boîte de vitesses placée sur le pont arrière selon le principe Transaxle. Il développe 240 ch à 6 200 tr/min et 31,1 mkg de couple à 4 100 tr/min, il est limité à 6 500 tr/min et accélère de 0 à 100 km/h en 6,5 secondes. Ce moteur de 3 litres à 4 cylindres refroidi par eau - considéré comme la moitié du 8 cylindres de la Porsche 928 - avait la particularité d'avoir un calage variable des arbres à came afin d'optimiser le couple à tous les régimes (système baptisé « Variocam »). Il est souvent considéré à tort comme le plus gros moteur 4 cylindres essence de série à ce jour, mais c'est loin d'être le cas. Cette voiture inaugurait une nouvelle boîte automatique baptisée « Tiptronic » qui avait un mode séquentiel. Elle permettait un passage manuel des rapports avec le levier de vitesse. Elle était qualifiée d'« intelligente » car en fonction du rythme de conduite, un calculateur permettait un passage des rapports encore plus sportif et des régimes moteur plus élevés.

## Variantes

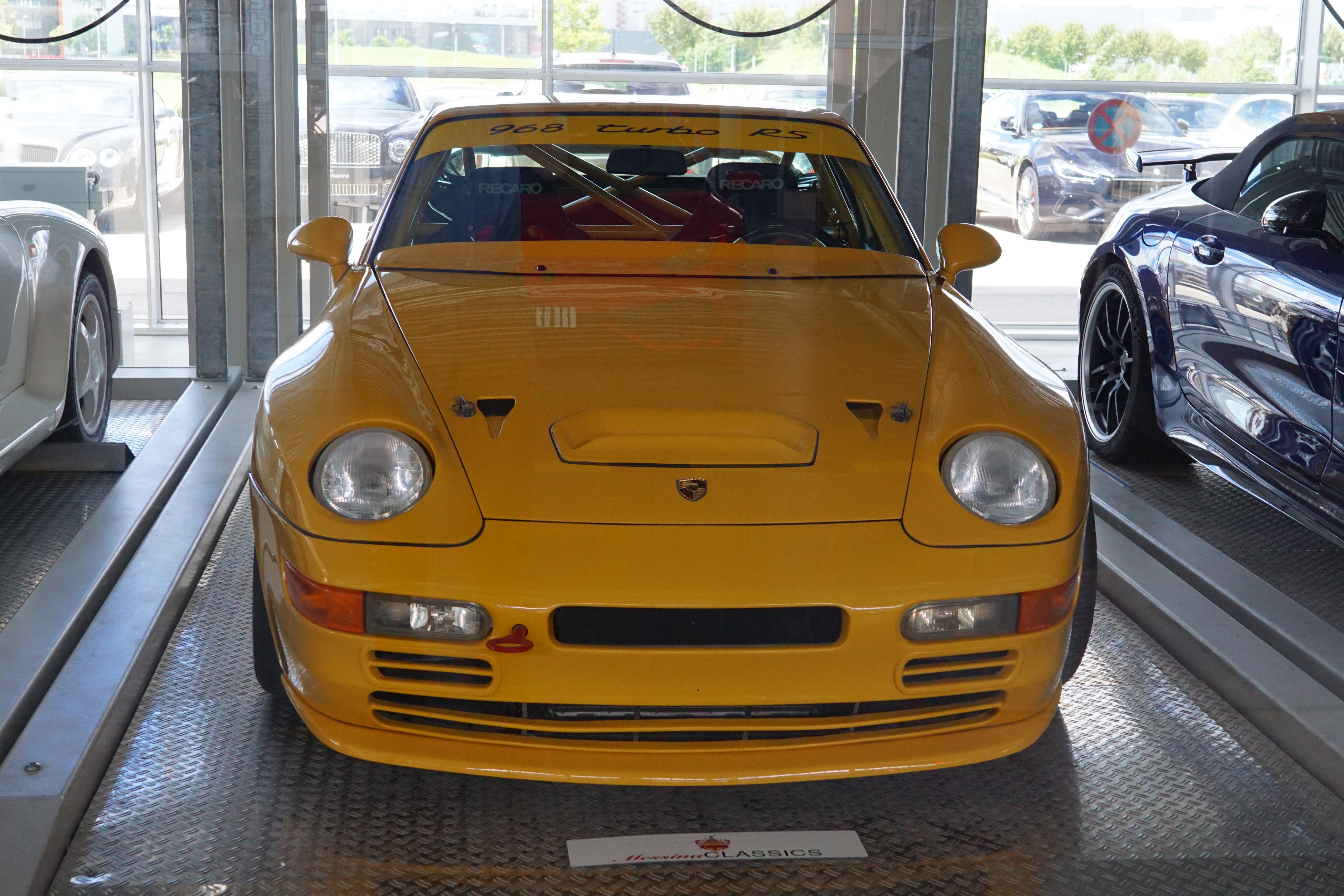
Porsche 968 Turbo RS

Disponible en coupé et cabriolet dès sa sortie, c'est la seconde voiture au monde à adopter deux airbags, conducteur et passager, en série après la 928 GT. Elle sera vendue en France pour la somme de 344 000 FFR en 1991 pour le modèle de base sans option. En version coupé, la 968 est également proposée avec un toit ouvrant découvrable nommé toit Targa.  
Malgré des qualités certaines (performances, tenue de route), elle aura connu des chiffres de ventes décevants du fait de concurrence des nouvelles BMW M3 et surtout des sportives japonaises de l'époque, vendues bien moins cher. En 1995, sa production s'arrête en même temps que celle des Porsche 928. Le contexte de crise économique du début des années 1990 joue aussi en défaveur de cette voiture. 
Afin d'augmenter les ventes, une version allégée de la 968, baptisée 968 ClubSport, est commercialisée en 1993. Elle est allégée de 50 à 100 kg selon la configuration et dotée d'un autobloquant en option (M220) ou du pack sport M030 comprenant le châssis sport, les gros freins et l'autobloquant. La CS n'est équipée en standard que d'une paire de baquets, de vitres manuelles, et n'a ni airbag, ni climatisation. Cependant le client avait la possibilité de l'équiper en piochant dans la liste des options afin de la civiliser comme les sièges conforts en tissu noir. Cette version a connu un certain succès grâce à son prix réduit (de 50 000 francs) jugé adéquat.
La 968 a été fabriquée également en version Turbo (Porsche 968 Turbo S) en seulement 14 exemplaires, ce qui en fait la version la plus rare. Son moteur 4 cylindres de 3 litres limité à 7 000 tr/min issu de la 944 Turbo était équipé d'un turbo KKK qui lui permettait de développer 305 ch. Finalement, la 968 sera la dernière évolution d'une histoire entamée vingt ans plus tôt avec la Porsche 924. Elle sera remplacée comme entrée de gamme par la Porsche Boxster mais seulement en 1996. Une variante de la 968 a pris le départ des 24 Heures du Mans dans la catégorie GT en 1994 (Porsche 968 Turbo RS). Des 968 participent la même année au championnat BPR Series.